# 체레토구이디
체레토구이디(이탈리아어: Cerreto Guidi)는 이탈리아 토스카나주 피렌체현에 있는 코무네다. 피렌체 서쪽 30km 거리에 위치해있다.